# Nicolás Raimondi
Nicolás Raimondi Schiaffarino (Montevideo, Uruguay, 5 de septiembre de 1984) es un futbolista uruguayo retirado. Jugaba de delantero.

## Trayectoria
Se trata de un futbolista de 1,96 y responde a la categoría de delantero. Solía jugar de 9 y poseía cualidades para bajar el balón, recibir de espaldas y para crear acciones de gol en el área contraria.
Se trataba de un futbolista que destacaba por su poderío físico, comenzó su carrera profesional en el Liverpool de Montevideo con apenas 18 años y, desde entonces, su peregrinar en el mundo del fútbol le ha llevado por Chile, Italia, Perú, Brasil, Bolivia, Chipre y Bulgaria. Sus mayores triunfos los ha logrado precisamente en el fútbol boliviano, en donde se proclamó vencedor del Torneo Apertura con el Jorge Wilstermann en 2010, además de ser el segundo máximo goleador de la competición.
En la temporada 2010-2011 compitió en la Liga búlgara con el Lokomotiv Plovdiv, entidad de la que se desvincula tras comenzar la campaña 2011/2012. En el club búlgaro marca la cifra de 7 goles.
En enero de 2012 firmó con el FC Cartagena. Es una apuesta del director deportivo del Cartagena, Pedro Reverte, ya que el jugador estuvo entrenando un tiempo con el Huracán de Valencia de Segunda B.
Su debut en el fútbol profesional español, en la Segunda División, no puede ser más satisfactorio. Contribuyó con un gol a la victoria de su equipo frente al Recreativo de Huelva por 3-1. A pesar de su buen rendimiento y profesionalidad, el equipo desciende matemáticamente tras la derrota en la jornada 40 frente al Córdoba CF por 2-0, lo que supone el descenso de la plantilla más cara en las 18 temporadas del fútbol cartagenero en Segunda División (15 con el Cartagena FC y 3 con el FC Cartagena). Disputó 15 partidos y marcó 4 goles en dicha temporada.
El 29 de mayo de 2012 se anuncia su renovación para el nuevo proyecto del FC Cartagena en la Segunda División B, temporada 2012/2013. El objetivo del jugador y del club será el del retorno a la Segunda División. Con el conjunto departamental, termina la liga regular como subcampeón de grupo y disputa las eliminatorias de ascenso a Segunda División. Actualmente lleva disputados 13 partidos en la presente temporada (12 de Liga y 1 de Copa).Tras finalizar su etapa en el conjunto Cartagenero parte a su país natal en busca de club.

## Clubes
| Club                   | País     | Año         |
| ---------------------- | -------- | ----------- |
| Liverpool              | Uruguay  | 2000 - 2003 |
| Deportes Antofagasta   | Chile    | 2004        |
| Unione Venezia         | Italia   | 2004 - 2005 |
| Atlético Universidad   | Perú     | 2005        |
| Liverpool              | Uruguay  | 2005 - 2006 |
| Montevideo Wanderers   | Uruguay  | 2006 - 2007 |
| Brasil de Pelotas      | Brasil   | 2007        |
| Avaí                   | Brasil   | 2008        |
| Universitario de Sucre | Bolivia  | 2008 - 2010 |
| Ermis Aradippou        | Chipre   | 2010        |
| Jorge Wilstermann      | Bolivia  | 2010        |
| Lokomotiv Plovdiv      | Bulgaria | 2010 - 2011 |
| FC Cartagena           | España   | 2012 - 2013 |

## Palmarés
- 2010 Torneo Apertura